# Viburnum shweliense
Viburnum shweliense är en desmeknoppsväxtart som beskrevs av W. W. Smith. Viburnum shweliense ingår i släktet olvonsläktet, och familjen desmeknoppsväxter. Inga underarter finns listade i Catalogue of Life.